# Cocoa Essence
Cocoa Essenceは、日本の実験音楽グループ。オリジナルメンバーは、シンガーMIYABI、トラックメイカーJazzie Jam2名で構成されている。

## 来歴
リリック制作も担うメイン・ボーカルMIYABI（不明 - ）、楽曲全般とミキシング等はJazzie Jam（1977年2月16日 - ）が担当。
ユニット名の「Cocoa Essence」は、数日間のカフェ会議により「黒っぽい音楽の要素」との理由からJazzie Jamによって名付けられる。
音楽的には、ミッドで哀愁のある音楽を得意とする。
結成後、まもなくMIYABIに身内に不幸が起こり一時活動が休止される。
MIYABIの復帰後、2011年4月27日にUnited Sweet Soulから「Believein Myheart」でデビュー。その後順調に、「Everytime Lovers」、「Talkin' About」などをリリースするが、諸事情によりライブ活動などが行えない等の制限があり、主だった露出は見受けられなかった。
2015年3月15日には、4年越しの1stアルバム「Just Begun」をMP3配信でリリースする。

## 作品

### アルバム
- Just Begun（2015年）

### シングル
- Believe in My heart（2011年）
- Believe in My heart (Organic Soul Mix)（2011年）
- Everytime Lovers（2011年）
- Everytime Lovers (J.J Club Mix)（2011年）
- Talkin' About（2012年）
- Talkin' About (Morning Tea Mix)（2012年）
- Softly（2012年）
- Everytime Lovers (Re-Mastered)（2012年）
- Softly (Studio Mix)（2013年）
- Closer（2013年）
- Closer (Sweet Swing Mix)（2013年）
- When U Cry（2013年）
- When U Cry (J.J Club Mix)（2013年）
- Still Life（2013年）
- Still Life (Sweet Smooth Mix)（2013年）
- Women's Pride（2014年）
- Just Begun（2014年）
- Let me Love（2014年）
- Through Your Eyes（2014年）
- My Dear Winterland（2014年）